# 利休蔵
有限会社利休蔵（りきゅうくら）は、大阪府堺市に本社を置く酒造メーカー。

## 沿革
かつて大阪府堺市は酒の銘醸地であり、明治時代には100軒近くの酒造所があったが、水や土地の不足、大阪大空襲の影響などにより衰退。1971年（昭和46年）に最後の蔵元が灘の業者と合併し、以後酒造は途絶えていた。
同市では酒造会社の元社長などを中心に酒造を復活させようとする動きがあった。酒類免許の新規所得は安定して大量生産できる業者に限られていた事から、灘の酒造会社の協力を得て、2014年12月22日に酒類販売免許を取得。2014年12月、堺泉酒造（さかいいずみしゅぞう）有限会社を設立。同市での地酒の酒造は44年ぶりとなる。
2015年に料亭の跡地を利用して、醸造所を新設し、同市出身の茶人千利休にちなんだ銘柄「千利休」を生産開始した。酒蔵は「利休蔵」と名付けられた。2016年10月、酒造場を新築移転。
2017年には火入れ酒を主力とするなどの戦略をとったが、経営は苦戦を強いられたという。2019年にあらたな蔵主（蔵の運営担当者）を迎えるとともに、2020年2月1日に商号を有限会社利休蔵に変更したと発表。茶と日本酒のリキュールの販売に乗り出した。